# Virág Aladár
Virág Aladár (Debrecen, 1983. február 19. –) magyar labdarúgó, jelenleg a Balmazújvárosi FC középpályása.